# Чернопятнистый рагий
Чернопятнистый рагий, или колючий рагий (лат. Rhagium mordax) — вид жуков подсемейства усачиков (Lepturinae) семейства усачей (Cerambycidae). В виде выделяют пять вариететов, которые отличаются друг от друга цветом и рисунком на надкрыльях. Жуки встречаются с мая по июль. Взрослые жуки — полифаги, живут как на хвойных так и на лиственных породах; время лёта с конца мая по август. Личинки развивается на мёртвой древесине.

## Распространение
Распространён в Западной и Восточной Европе, от Западной Сибири до Енисея включительно, в Алтае и Западном Казахстане. Многочисленный также и в лесах верхнего Приобья.

## Описание

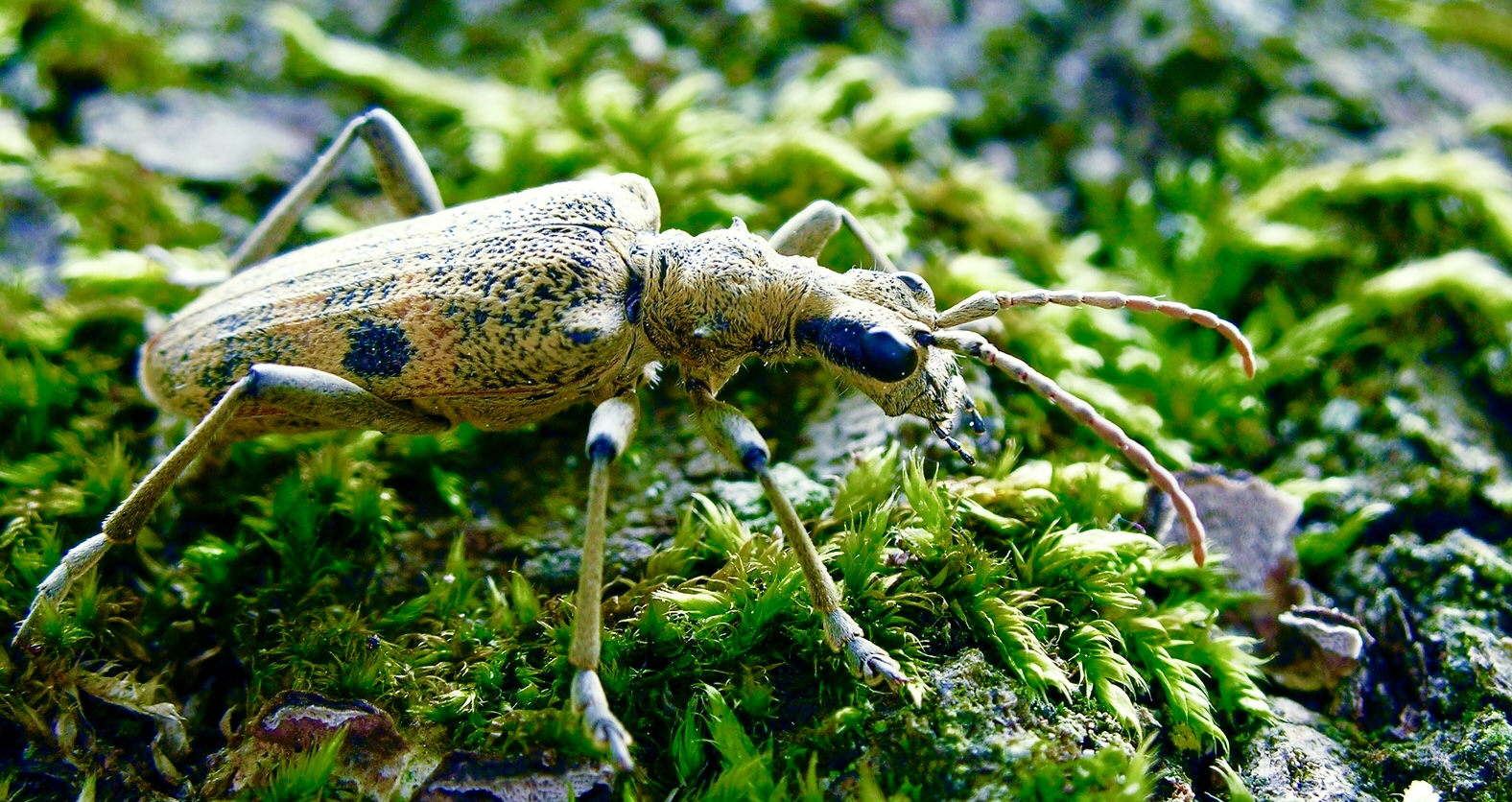
Чернопятнистый рагий (Rhagium mordax) на замшелом древесном стволе

Взрослый жук достигает в длину 16—26 мм. Характерными признаками имаго являются: надкрылья в серовато-зеленоватых волосках, жёлтые перевязи сближены, между ними чёрное пятно (голый промежуток).. Яйцо длиной 1,8 мм. Личинка в длину достигает от 25 до 35 мм. Отличительным признаком личинки является наличие шипа на вершине брюшка. Куколка длиной 20—28 мм и шириной брюшка в 8 мм. Куколка хорошо отличается наличием на боках стернитов бугровидных выпуклостей, которые покрыты щетинконосными острыми шипики.

### Имаго
Тело жука массивное. Голова вытянутая, за висками с резким перехватом. На лбу имеется продольная узкая бороздка, у основания висков с приподнятым краем, имеются прилегающие волоски. Виски длинные матовые, редко пунктированные, снизу в стоячих волосках.
Глаза выпуклые мелко фасетированные, на внутренней стороне слабовыемчатые. Усики короткие, вершиной заходят за вершину надкрылий; первый сегмент усиков по направлению к вершине утолщён, не короче второго и третьего, вместе взятых

### Яйцо
Яйцо белое, вытянутое, на полосах тупо-закруглённое, в чёткой ячеистой скульптуре. Ячейки на одном полюсе крупные, с широкими промежутками, в остальной части ровными промежутками.

### Личинка
Тело личинки крупное толстое. Голова плоская на боках округлая, немного пригнута книзу, поперечная почти не вытянутая в переднегрудь. Эпистома треугольной формы, сзади приострённая, отграничена хорошо выраженными лобными швами, посередине разделена продольным швом, в передней половине с четырьмя щетинковидными шпорами, которые образуют поперечный ряд. Гипостома поперечная, прямоугольной формы, с неполными боковыми швами, которые исчезают в задней трети, посередине с узкой продольной белой полоской, с каждой стороны от неё с четырьмя щетинками, которые образуют два ряда, расходящиеся по направлению в перёд. Наличник широкий, распластанный, гладкий. Верхняя губа поперечная, на переднем крае имеет полукруглую форму, в длинных полуприлегающих щетинках.

### Куколка
Тело коренастое, слабовытянутое. Голова умеренно подогнутая. Лоб перед усиками и позади усиков широко вдавлен, между основаниями усиков поперечно-выпуклый, у основания наличника по бокам с тремя четырьмя игловидными щетинками, на дне переднего вдавления с парой тонких щетинок, у основания усиков с тремя-четырьмя щетинками. Усики короткие, вершиной достигают лишь вершины бёдер.

## Развитие
Самка откладывает яйца в щели коры пней и сваленных деревьев. Одна самка способна отложить около 100 яиц. Яйца встречаются с июня по июль, более количество со второй половины июня по начало июля. Инкубационный период яиц в лесу длится 15—24 дня. Первые личинки появляются в конце июня. Из всех вылупившихся личинок выживают всего около 30 %. В августе яйца встречаются редко и существенного значения в популяции вида не играют.
Личинки развиваются под корой, где прокладывают продольные извилистые, иногда площадковидные ходы, забивают их буровой мукой из коры. Концентрируются в нижней части ствола погибших деревьев, пней или на нижней стороне вележи, которые прилегают к земле. Часто встречаются в «пазухах» крупных корней. Если под корой развиваются плесневые грибы, то личинки проникают в толщину коры и прокладывают там ходы. В древесину не вбуриваются.

## Экология
Встречается чаще всего в лиственных насаждениях, реже встречается в смешанных лесах. В садах кормится корой молодых веток и зелёными листьями главным образом ивы (Salix), липы (Tilia), берёзы (Betula) и осины (Populus tremula) (также могут быть пихта, лещина, бук и каштан). Посещают цветки зонтичных (Apiaceae).

### Естественные враги
На личинках чернопятнистого рагия паразитирует оса-наездник — Ischnoceros rusticus (из семейства ихневмонид и подсемейства Xoridinae).

## Изменчивость

### Вариации
- Rhagium mordax var. altajense Plavilstshikov, 1915 (= Rhagium mordax altajense (Plavilstshikov) Podaný, 1964)
- Rhagium mordax var. klenkai Heyrovský, 1914
- Rhagium mordax var. mediofasciatum Plavilstshikov, 1936
- Rhagium mordax var. morvandicum Pic, 1927 (= Rhagium mordax var. polonicum Podaný, 1964)
- Rhagium mordax var. subdilatatum Pic, 1917

## Галерея

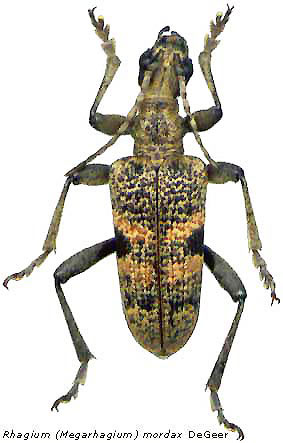
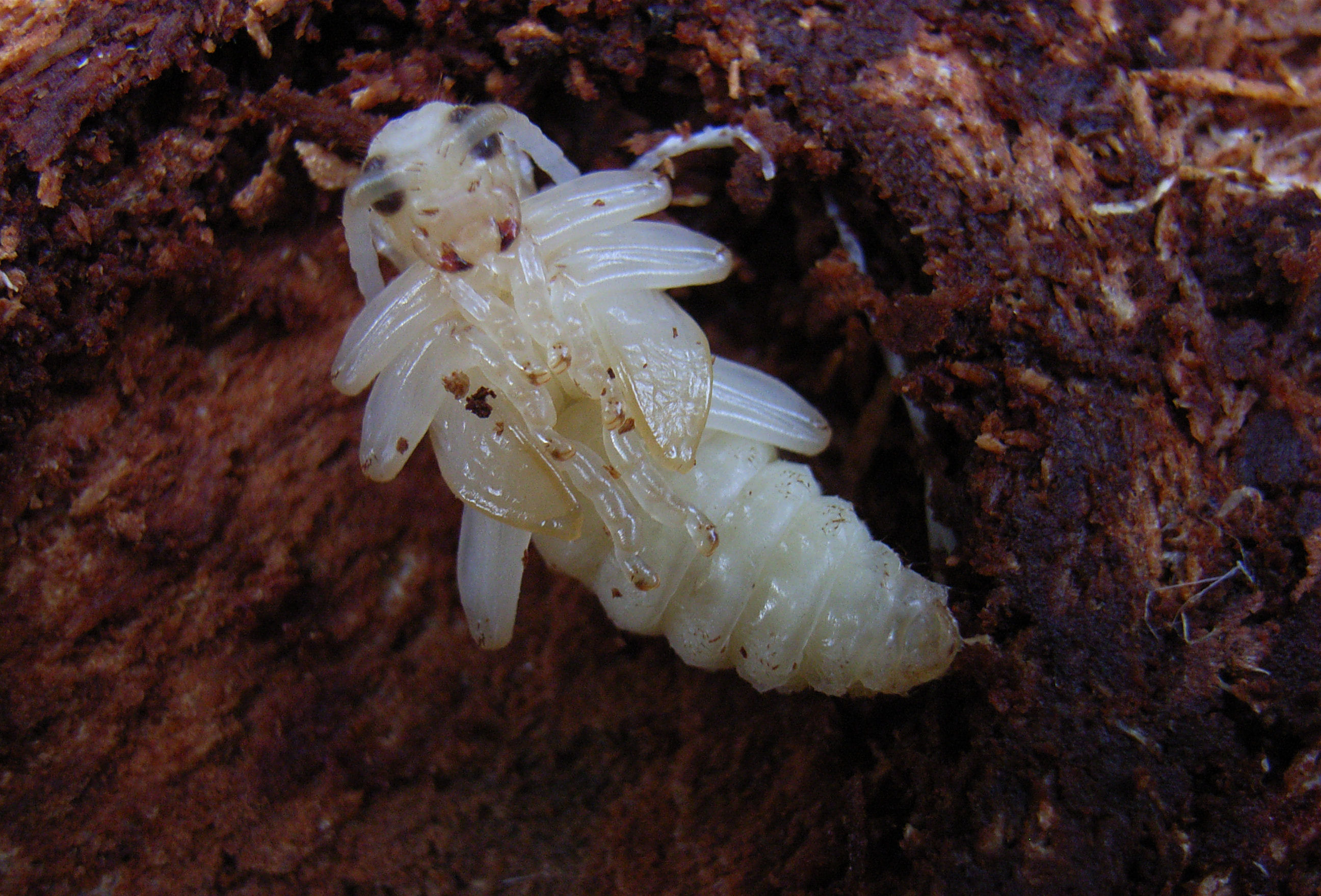
Куколка
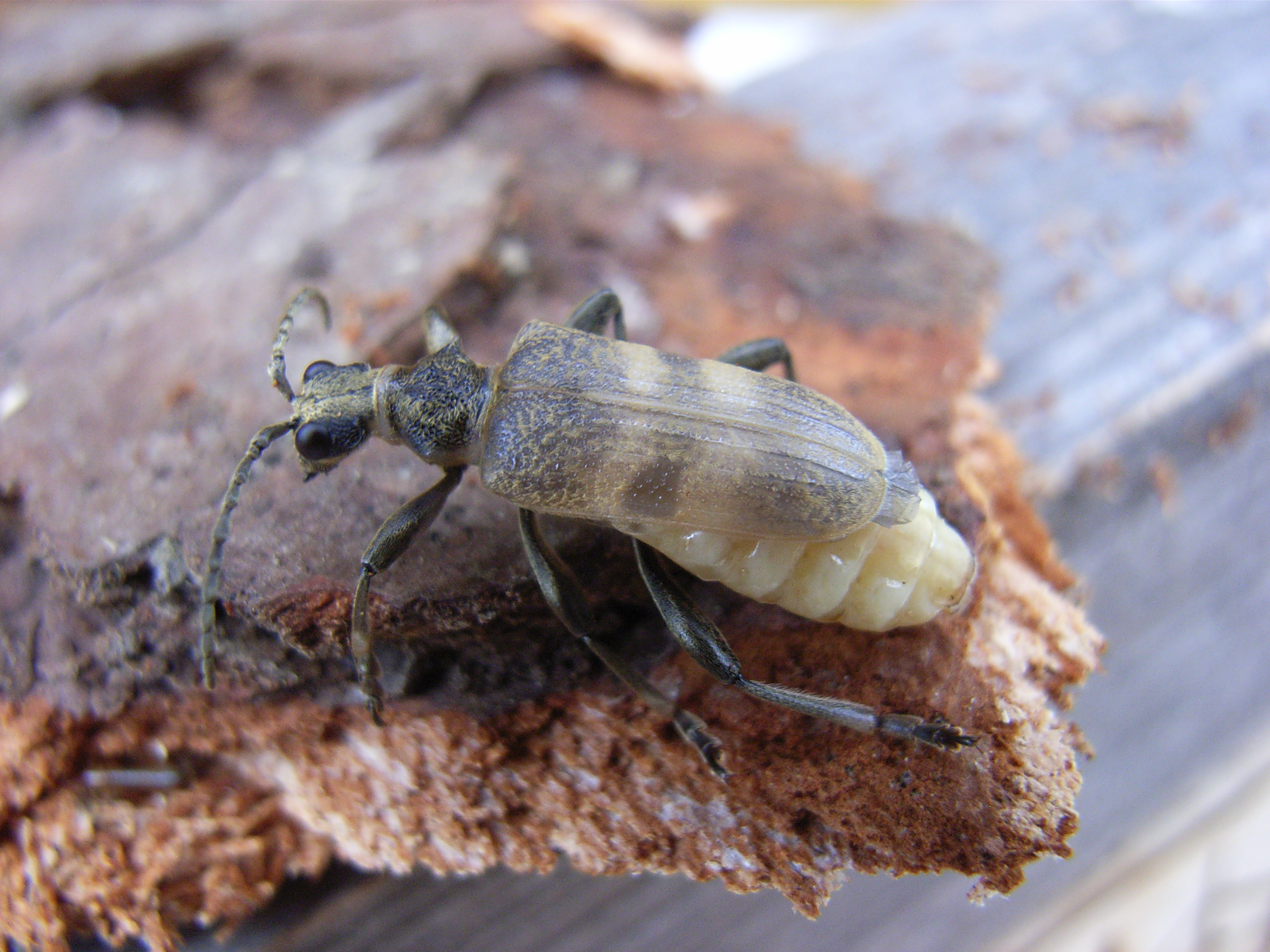
Недавно сформировавшийся жук
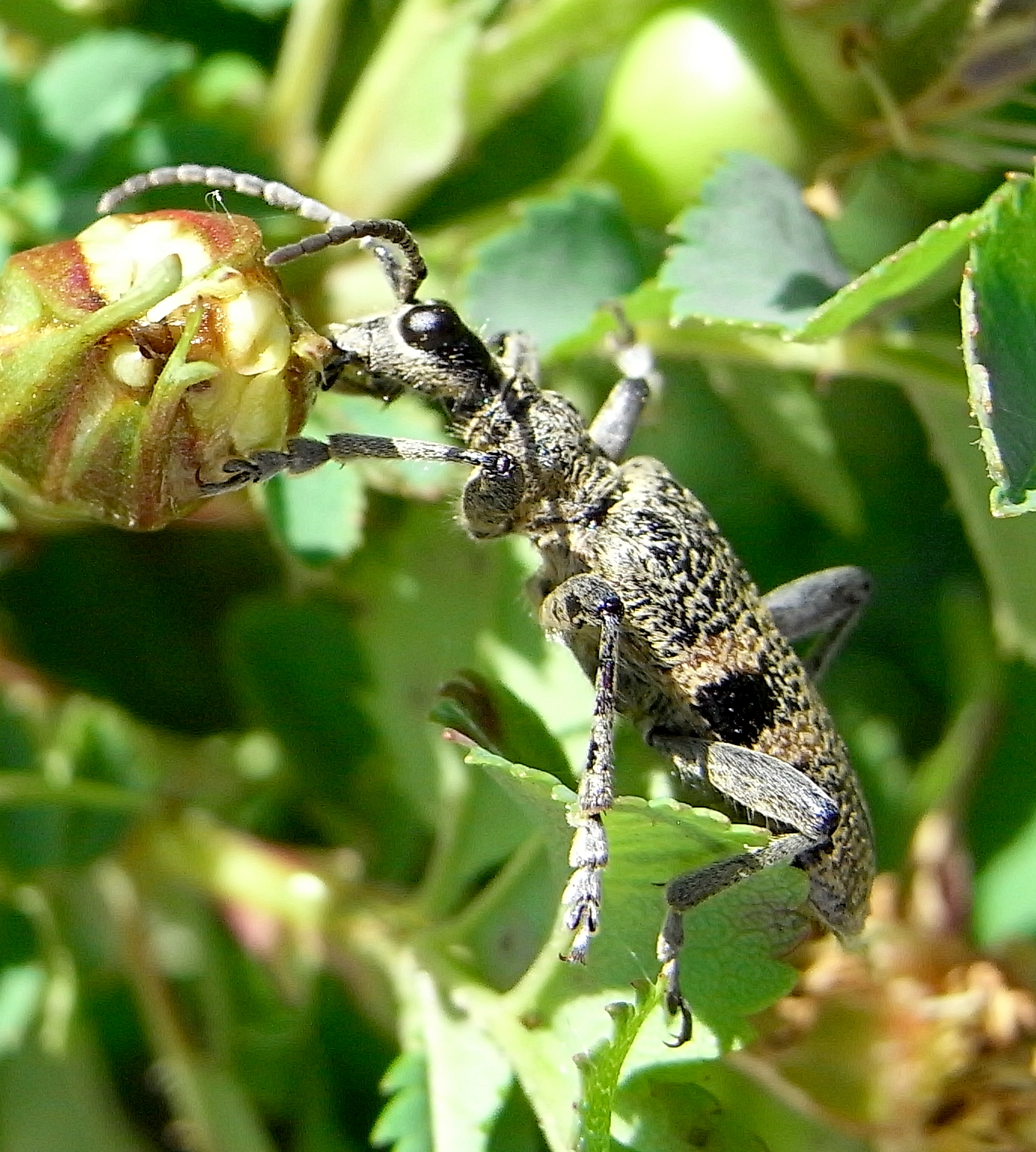
Питание